# ネオン・ボールルーム
ネオン・ボールルーム(Neon Ballroom)は、オーストラリアのロックバンド、シルヴァーチェアーのアルバム。

## 収録曲
1. エモーション・シックネス - Emotion Sickness
2. アンセム・フォー・ザ・イヤー・2000 - Anthem for the Year 2000
3. アナズ・ソング(オープン・ファイアー) - Ana's Song (Open Fire)
4. スポーン・アゲイン - Spawn Again
5. ミス・ユー・ラヴ - Miss You Love
6. ディアレスト・ヘルプレス - Dearest Helpless
7. ドゥ・ユー・フィール・ザ・セイム - Do You Feel the Same
8. ブラック・タングルド・ハート - Black Tangled Heart
9. ポイント・オブ・ビュー - Point of View
10. サテン・シーツ - Satin Sheets
11. ペイント・パステル・プリンセス - Paint Pastel Princess
12. スチーム・ウィル・ライズ - Steam Will Rise

## 特徴
オーストラリアの有名ピアニストデイヴィッド・ヘルフゴットを1曲目にフィーチャーしている。その他にもオーケストラの起用、ポップなメロディが目立つようになっている。